# Amt Kellinghusen
Het Amt Kellinghusen is een Amt in de Duitse deelstaat Sleeswijk-Holstein. Het wordt gevormd door 19 gemeenten in de Kreis Steinburg. Het bestuur is gevestigd in Kellinghusen.

## Deelnemende gemeenten
| - Brokstedt - Fitzbek - Hennstedt - Hingstheide - Hohenlockstedt - Kellinghusen, Stadt - Lockstedt | - Mühlenbarbek - Oeschebüttel - Poyenberg - Quarnstedt - Rade - Rosdorf | - Sarlhusen - Störkathen - Wiedenborstel - Willenscharen - Wrist - Wulfsmoor |

## Geschiedenis
Het Amt Kellinghusen ontstond in 2008 door de samenvoeging van de tot dan Amtvrije stad Kellinghusen, de meeste gemeenten van het toen opgeheven Amt Kellinghusen-Land en de gemeenten Hohenlockstedt en Lockstedt uit het opgeheven Amt Hohenlockstedt.